# Fietssnelweg

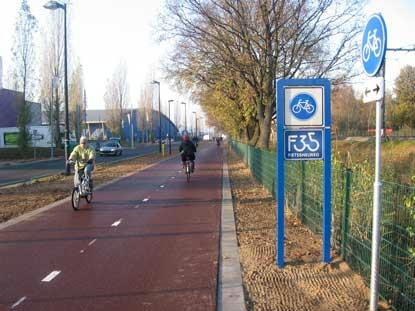
De fietssnelweg F35 in Enschede

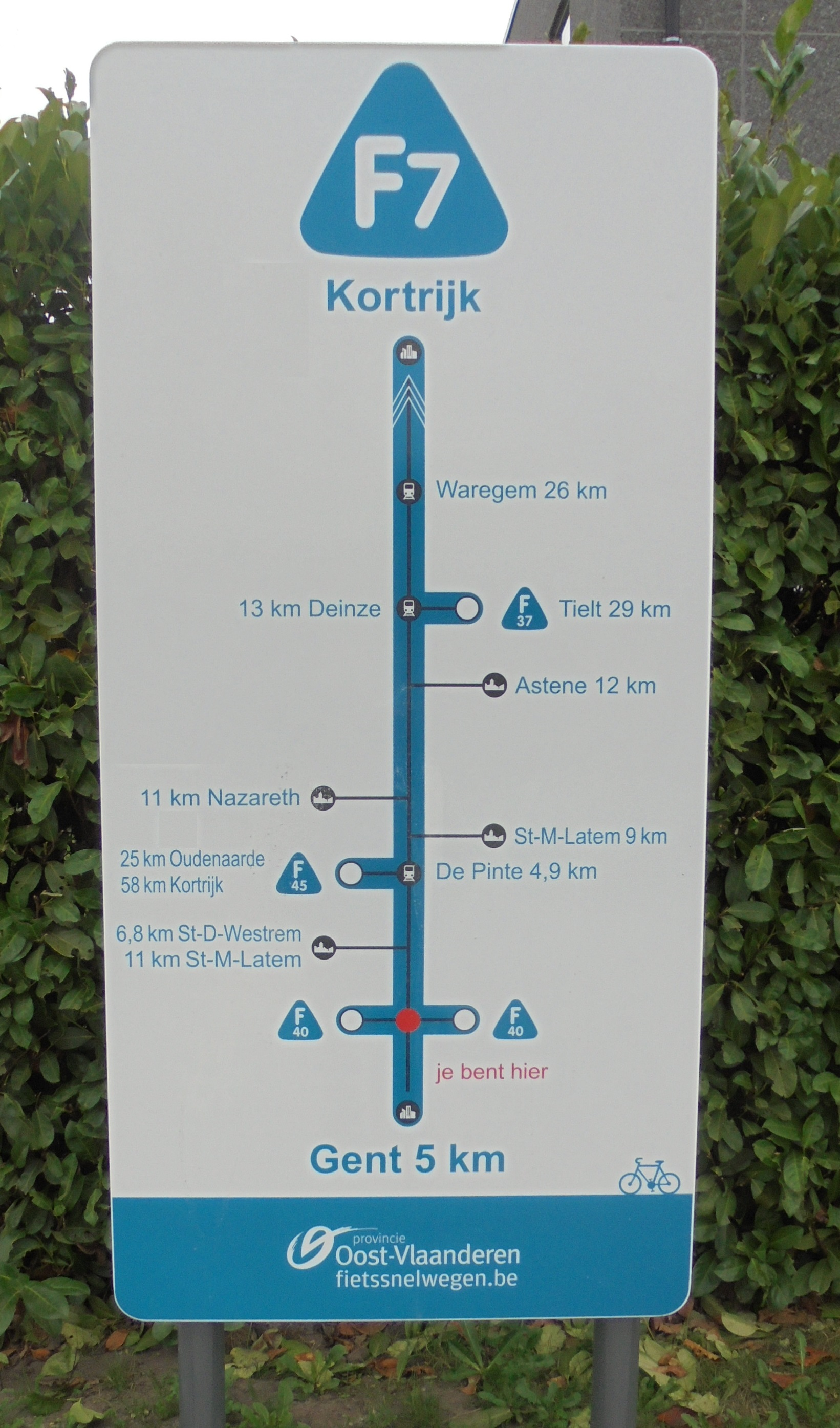
Bord aan de fietssnelweg F7 tussen Gent en Kortrijk

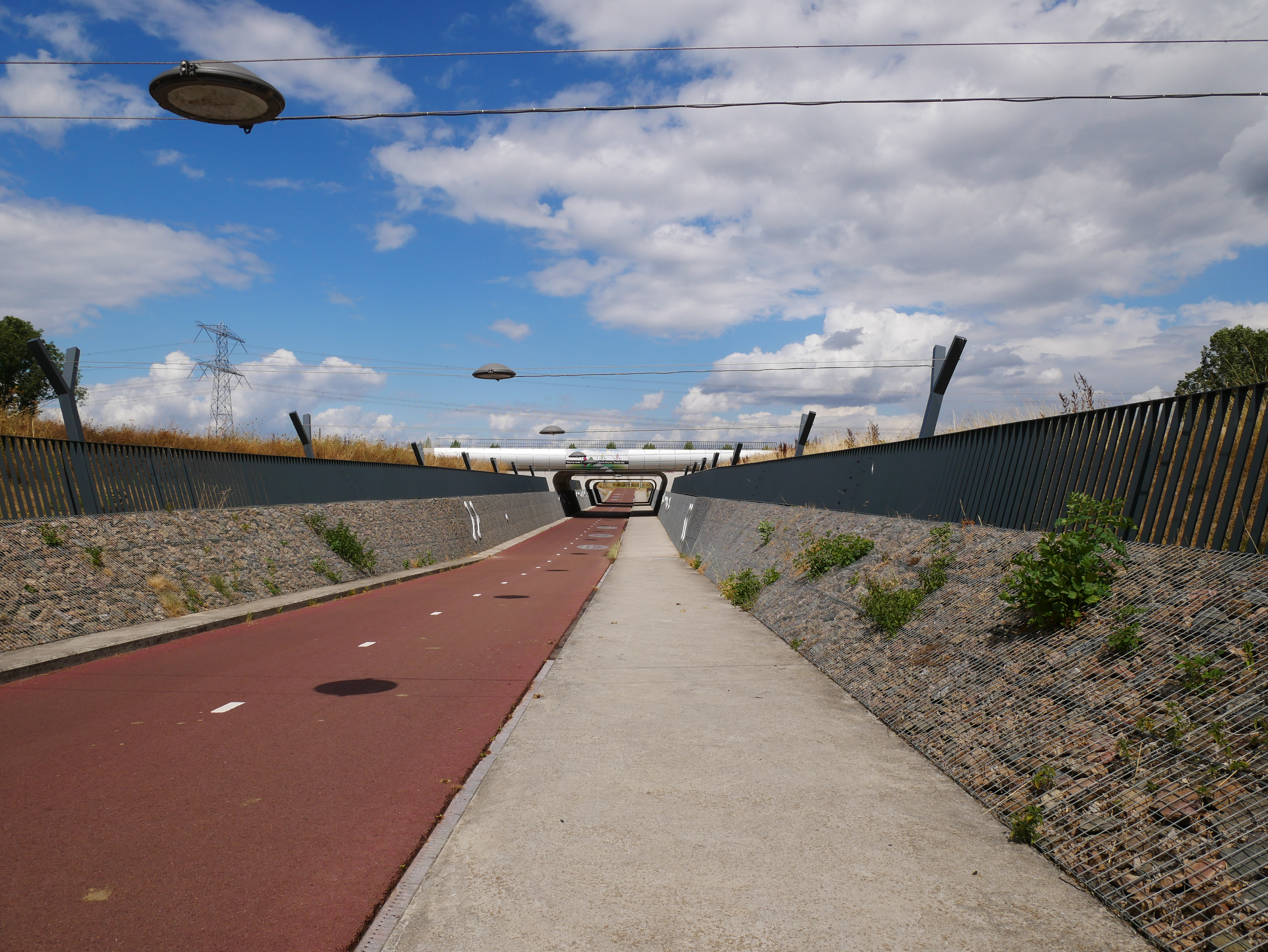
Het RijnWaalpad tussen Arnhem en Nijmegen

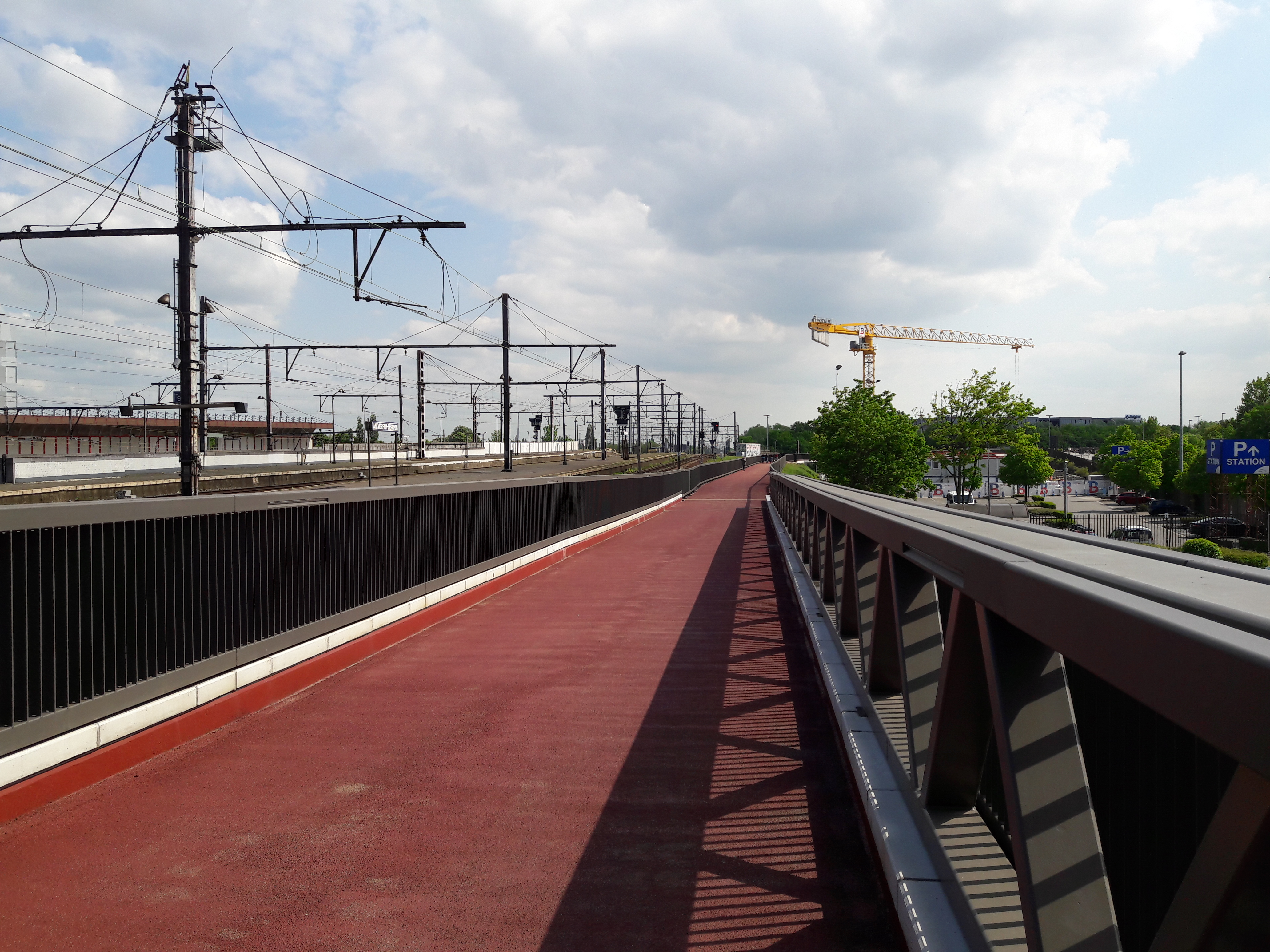
Een fietsbrug van de fietssnelweg F1 bij Antwerpen-Berchem

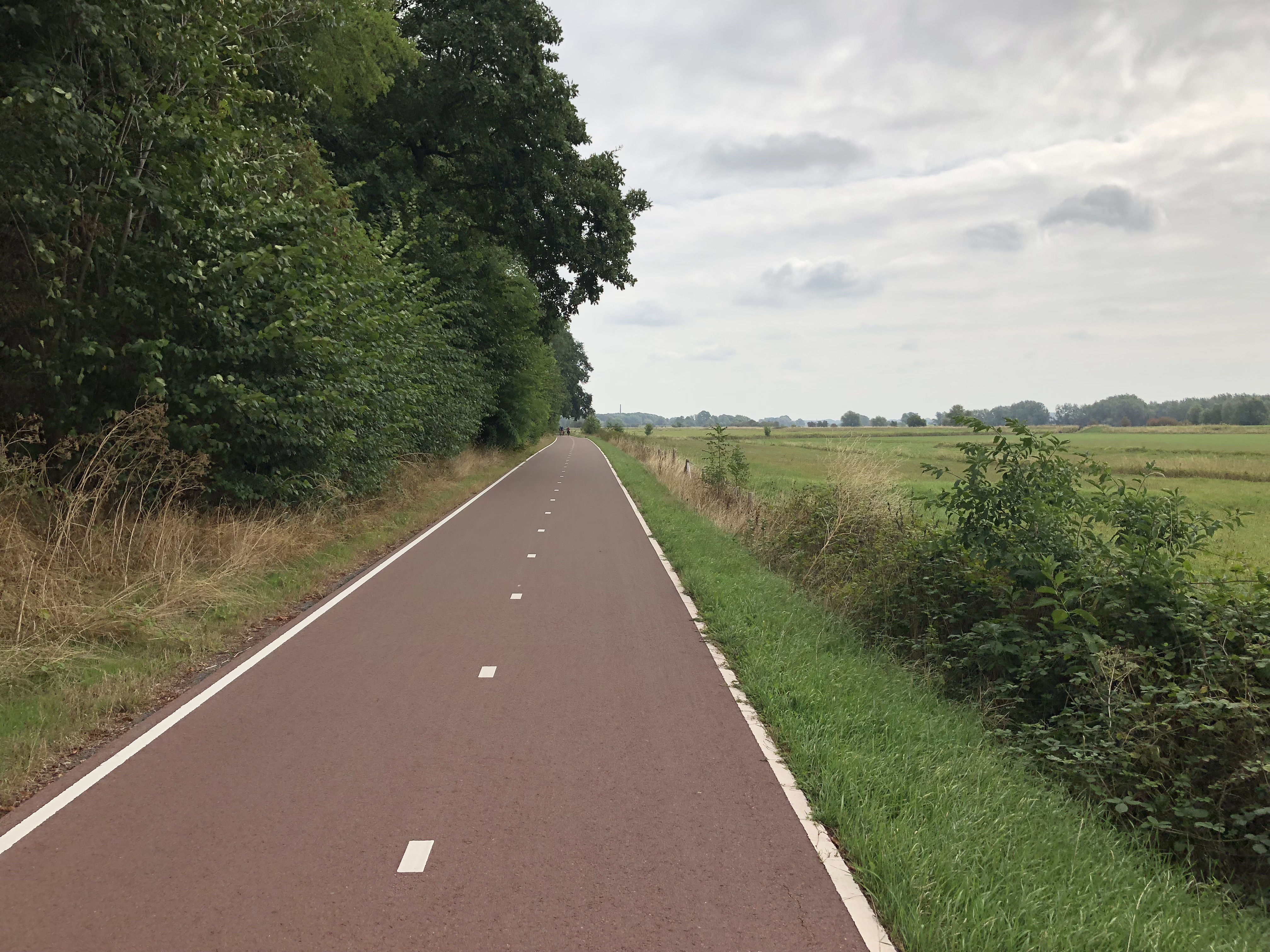
Het Nederrijnpad nabij Wageningen

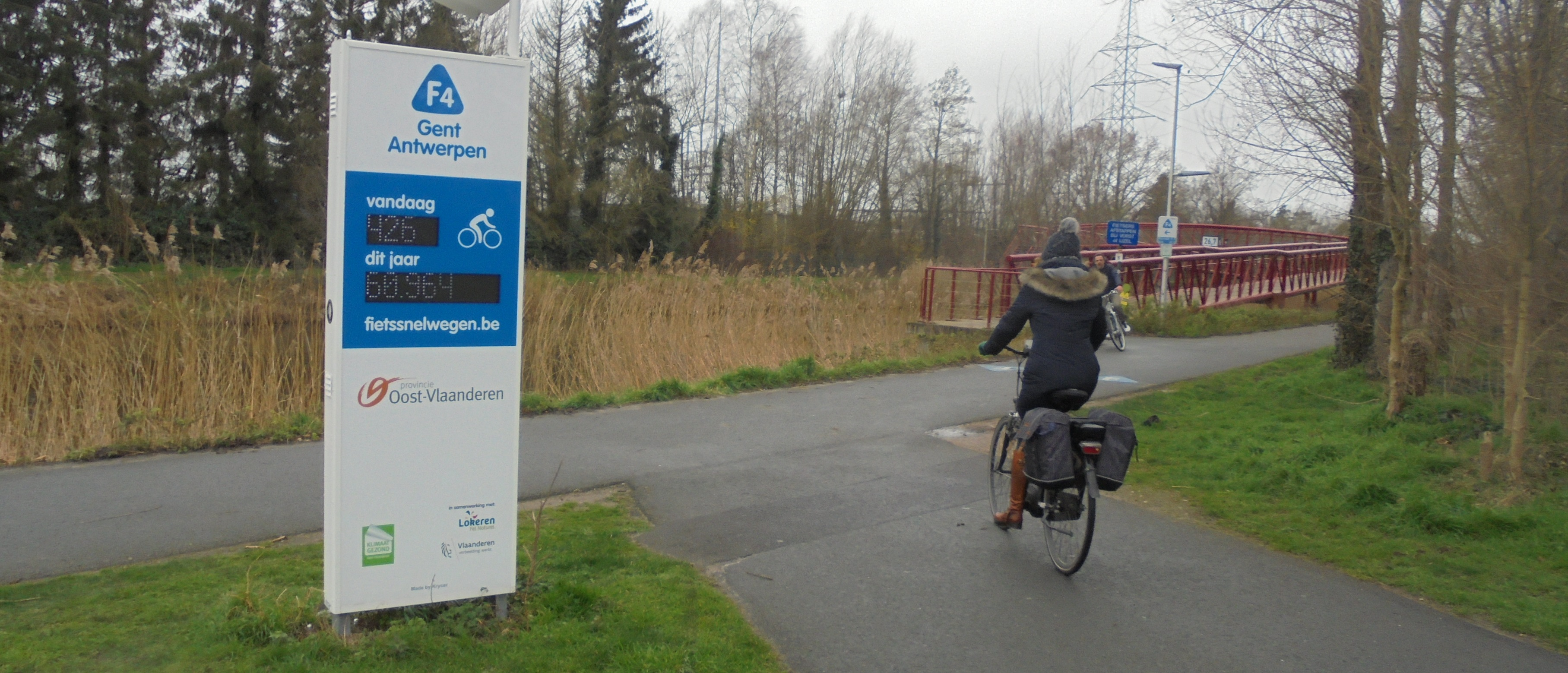
Telpaal van fietssnelweg F4 in Lokeren

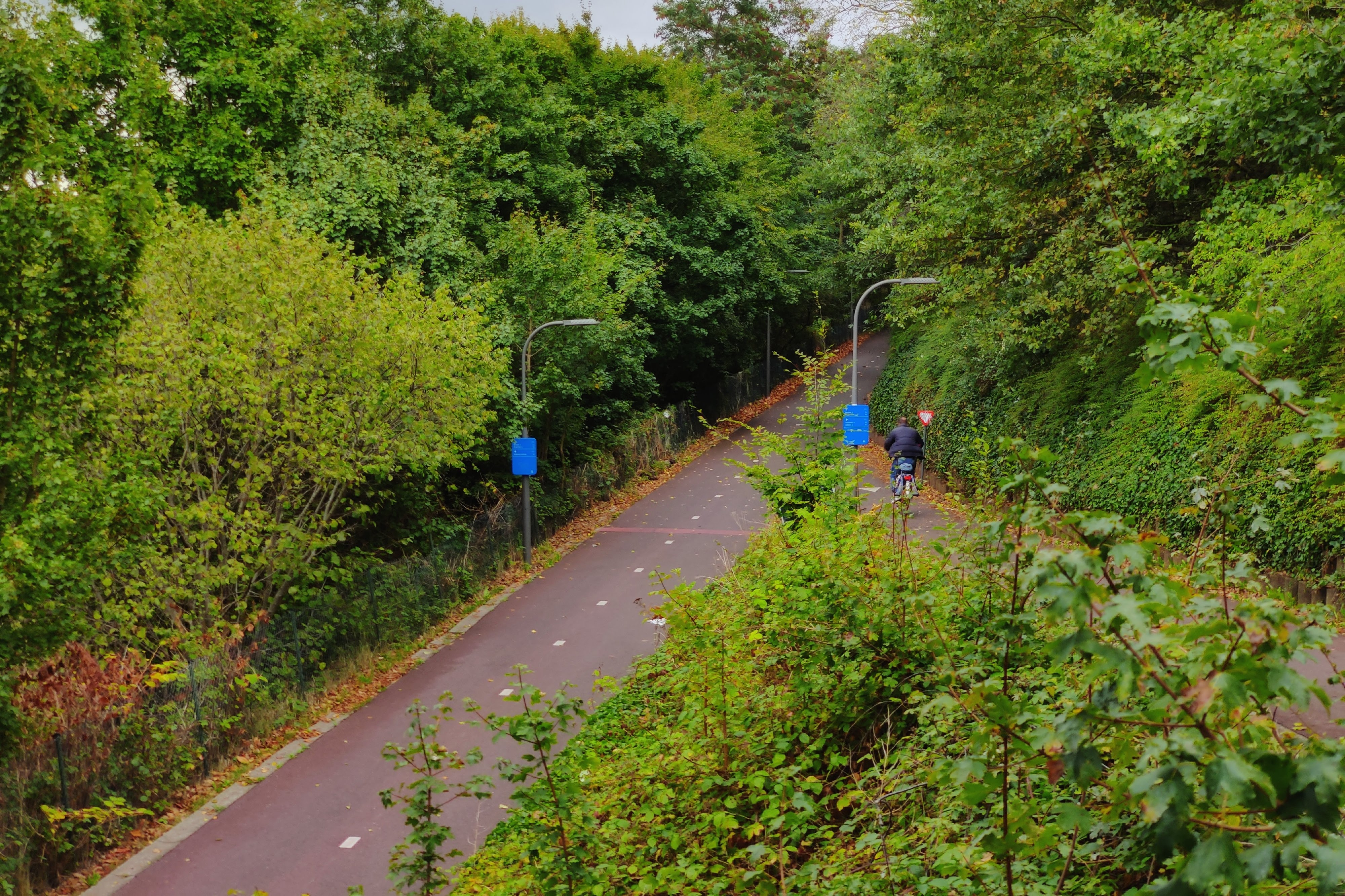
Op- en afrit Jan van Rijswijcklaan (oost) van het Ringfietspad van Antwerpen (FR10)

Een fietssnelweg, snelfietsroute, doorfietsroute of snelle fietsroute (in Vlaanderen soms ook fietsostrade of velostrade en in Brussel officieel cyclostrade genoemd) is een hoofdfietsroute die aangeduid en ook fysiek aangelegd is om goed bruikbaar te zijn voor functionele fietsverplaatsingen, ook over langere afstand, en grotendeels niet gemengd met gemotoriseerd verkeer. Het woorddeel "snelweg" slaat niet zozeer op de snelheid van de fietsers, maar op de tijdwinst die behaald kan worden door de directe fietsroute, zonder vertraging en omwegen, samen met (in Nederland) de veiligheid door het vermijden van gelijkvloerse kruisingen met gemotoriseerd verkeer. Daardoor zijn ze ook voor snellere fietsers en elektrische fietsers interessant en zijn verwante voertuigen zoals speedpedelecs vaak toegelaten, al moeten ze plaatselijk soms hun snelheid beperken.

## Kenmerken
Afhankelijk van het land zijn er andere normen en afspraken van welke bestaande of toekomstige routes geselecteerd worden als fietssnelweg, en aan welke normen de fietsinfrastructuur moet voldoen.
Vaak genoemde kenmerken zijn een glad wegdek (bij voorkeur asfalt of beton) en de afwezigheid van gelijkvloerse kruisingen met gemotoriseerd verkeer en verkeerslichten. Tevens zijn fietssnelwegen doorgaans voorzien van een breder wegdek dan standaard fietspaden en worden scherpe bochten en omwegen in het tracé zo veel mogelijk vermeden. Vaak volgt een fietssnelweg het traject van een spoorweg, kanaal of autosnelweg.
Soms valt een fietssnelweg plaatselijk samen met een rijbaan waarop ook gemotoriseerd verkeer mag rijden; die wordt dan vaak ingericht als fietsstraat en begrensd tot 30 km/h.

### België

Fietssnelwegen in Vlaanderen anno 2021.

Het concept fietssnelwegen (soms ook fietsostrades genoemd) wordt sinds 2016 uitgewerkt door de vijf Vlaamse provinciebesturen in samenwerking met de lokale steden en gemeenten.
In Vlaanderen worden alle door de provincies aangeduide fietssnelwegen genummerd, voorafgegaan door een F of FR (fietssnelwegring) of een C (in Brussel, van cyclostrade). Het nummer volgt een provinciale afbakening, gelijkaardig als de gewestwegen (1xx = Antwerpen, 2xx = Vlaams-Brabant en Brussel, 3xx = West-Vlaanderen, 4xx = Oost-Vlaanderen, 7xx = Limburg). Het nummer is vaak gelijk aan dat van de (parallelle) gewestweg die dezelfde plaatsen verbindt.
Afgewerkte fietssnelwegen worden daar uniform bewegwijzerd met een blauw-witte driehoek als symbool.
Juridisch kan de fietsinfrastructuur op het fietssnelwegennetwerk variëren van (vrijliggend) fietspad (zowel geïsoleerd fietspad als naast wegen), een jaagpad, een officiële weg voor fietsers, voetgangers en ruiters (verkeersbord F99a), of een weg verboden voor normaal autoverkeer. Meestal loopt een deel van de fietssnelweg ook over gewone straten met gemengd verkeer, als er niet te veel gemotoriseerd verkeer is. Vaak worden deze dan ingericht als een officiële fietsstraat (30 km/h, waar auto's fietsers niet mogen inhalen), of andere maatregelen die de snelheid van het verkeer beperken.
In België nemen vooral de provinciebesturen en het Vlaams Gewest het initiatief voor de aanleg van een fietssnelweg. Op het Vlaams Gewestelijk niveau bestaan er geen richtlijnen inzake ontwerp van fietssnelwegen, enkel inzake 'gewone' fietspaden. In de praktijk blijven er verschillen bestaan tussen de provincies. Dat komt doordat de bevoegde Vlaamse ambtenaren (MOW, afdeling Beleid) en agentschappen (AWV) ook per provincie georganiseerd zijn, zodat er per provincie soms andere accenten gelegd worden.
Vlaamse fietssnelwegen worden op bepaalde locaties van telpalen voorzien om verkeersstromen in kaart te brengen voor de Fietsbarometer. De telpalen kunnen uitgerust zijn met een digitaal display, een zonnepaneel dat voldoende energie opwekt om de teller 24/7 te laten werken en een teller waarvan de lussen in het wegdek werden ingeslepen.

### Nederland
Sommige snelfietsroutes zijn genummerd met de letter F en dezelfde cijfers als de rijksweg die ongeveer parallel loopt.
Het Nederlands Ministerie van Verkeer en Waterstaat omschrijft de fietssnelweg als een lang fietspad zonder kruisingen, waarop fietsers snel grote afstanden kunnen afleggen. Door het aanleggen van fietssnelwegen hoopt de overheid onder meer het gebruik van de fiets voor het woon-werkverkeer te bevorderen en op die manier files te voorkomen.
Een fietssnelweg in Nederland heeft minimaal twee fietsstroken (één fietsstrook per richting).

### Duitsland
Ook in Duitsland bestaat voor deze directe langeafstandsfietspaden geen officiële naam. De overheid daar omschrijft de voorziening als 'een goed aangelegde, vlot te berijden weg voor fietsers'.

### Breedte van de fietsstrook
In Nederland:
- De minimaal gewenste breedte van een fietsstrook (dus voor één rijrichting) is op de fietssnelweg 2,00 meter. De absolute minimumbreedte van een fietsstrook is 1,50 meter.

In België waren dit per provincie de normen:
- Antwerpen: dubbelrichtingsfietspaden dienen minstens 3 meter breed te zijn.
- Vlaams-Brabant: dubbelrichtingsfietspaden dienen 4 meter breed te zijn (minstens 3 meter), enkelrichtingsfietspaden 2,5 meter (minstens 2 meter).[5]
- Oost-Vlaanderen: dubbelrichtingsfietspaden dienen minstens 3 meter breed te zijn.

Anno 2024 was de norm in Vlaanderen een breedte van 4 meter.

## Doel
Fietssnelwegen worden genoemd als middel om files in het autoverkeer tegen te gaan. De verbetering van de fietsinfrastructuur kan de fiets een aantrekkelijker alternatief voor de auto in het woon-werkverkeer maken.

### Kosten en baten
De kosten om een fietssnelweg aan te leggen hangen af van vele factoren zoals de breedte, het materiaal, eventuele grondinnames enz. In België liggen de kosten voor de aanleg van een nieuw traject tussen de €300.000 per kilometer (voor een breed afgescheiden fietspad) en €800.000 per kilometer (wanneer er tunnels of bruggen moeten worden gebouwd).
Om af te wegen of het aanleggen van een nieuw traject verantwoord is, worden vaak kosten-baten analyses gebruikt; bv. het Europese HEAT model of het Belgische CWIcal model. Zulke analyses wijzen meestal uit dat voordelen groter uitvallen dan de kosten voor de bouw. Vooral de voordelen voor de gezondheid door meer lichaamsbeweging geven daarbij de doorslag, naast een betere verkeersveiligheid, betere luchtkwaliteit enz. Een studie die in 2018 in het economisch tijdschrift ESB verscheen, wijst uit dat de terugverdientijd van de aanleg zo'n vijf jaar is.

## Verkeersregels
In Nederland is de fietssnelweg niet vastgelegd in het RVV en in België staat de fietssnelweg niet vermeld in de wegcode.

### Maximumsnelheid

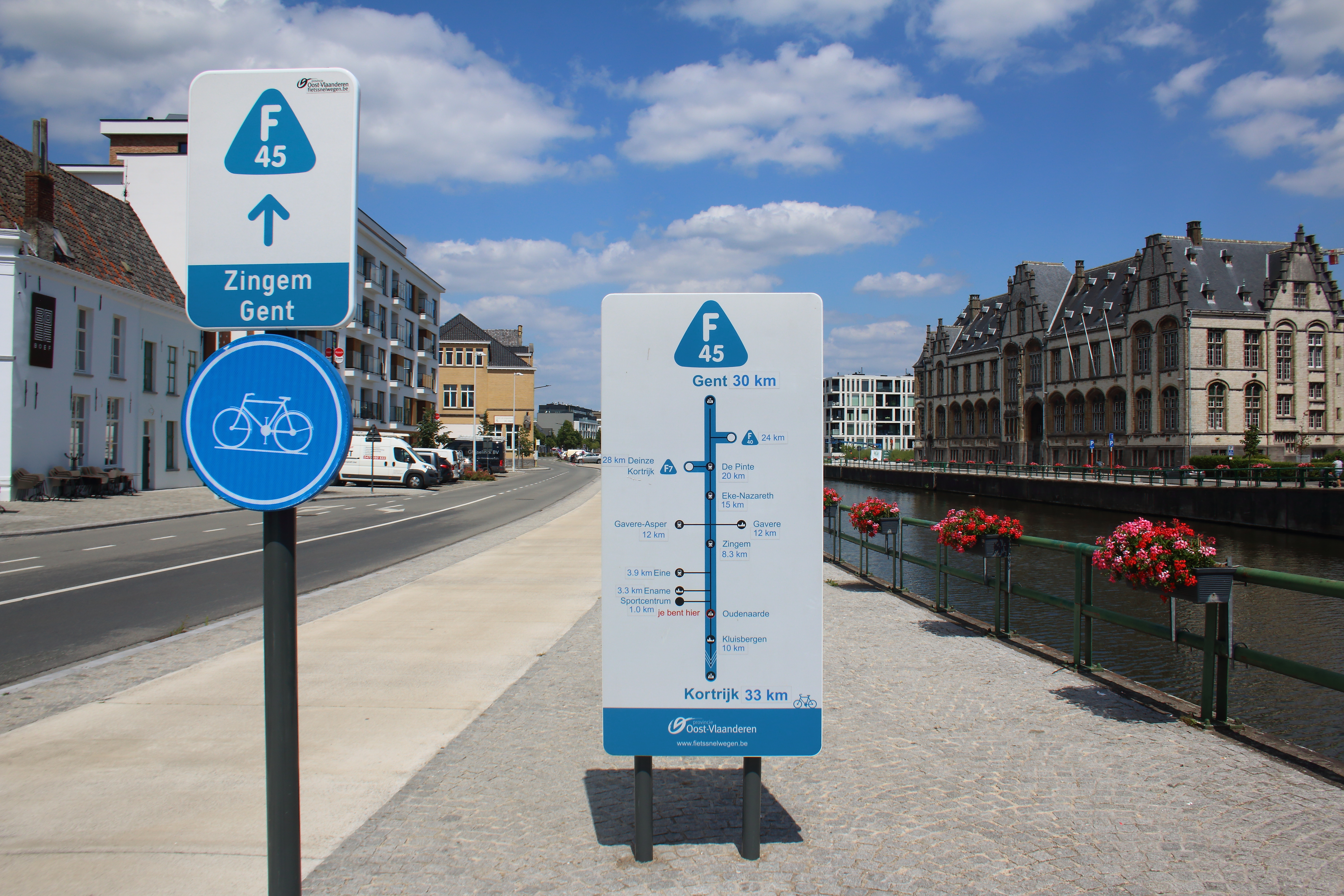
Fietssnelweg F45 in Oudenaarde

Een maximumsnelheid is in de meeste landen niet specifiek vastgelegd voor een wegklasse "fietssnelweg". Daardoor gelden de algemene verkeersregels, afhankelijk van het soort voertuig en de lokale signalisatie. Voor fietssnelwegen relevante wegtypes en regels zijn: 30 kilometerzone (zone 30), woonerf/erf (20 km/h), fietsstraat en jaagpad (in België beide maximaal 30 km/h), en verkeersborden die een maximumsnelheid opleggen (in België C43-verkeersborden).

## Trajecten

### België
De vijf Vlaamse provincies plus het Brussels Gewest hebben een netwerk van 130 fietssnelwegen, dat in 2003 startte, maar sinds 2014 systematisch uitgebouwd werd. Er was in 2024 2037 kilometer als fietssnelweg aangelegd van de geplande totale lengte van 2800 kilometer. Daardoor zijn er bij heel wat fietssnelwegen ontbrekende delen waar plaatselijk een alternatief traject afgelegd moet worden.

### Denemarken
In Denemarken bestaat er een netwerk van langeafstands- en hogesnelheidsfietspaden die de voorsteden van Kopenhagen met de stadskern verbinden. In september 2018 waren er acht routes in gebruik. Er zijn plannen voor de aanleg van 45 routes met een totale lengte van 476 km tegen 2021 in de steden en gemeenten van de regio van Kopenhagen.

### Duitsland

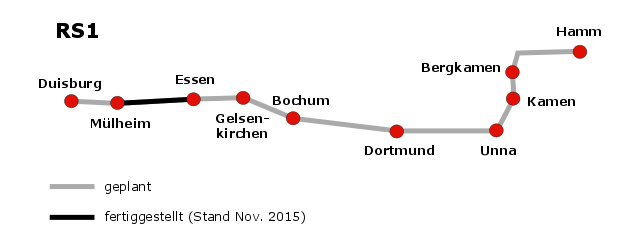
De 100 km lange fietssnelweg tussen Duisburg en Hamm

Ook in Duitsland worden fietssnelwegen aangelegd.
In het Roergebied werd in 2016 tussen de steden Duisburg en Hamm een 100 km lange snelfietsroute aangelegd. Deels is hierbij gebruik gemaakt van een in onbruik geraakte spoorlijn. Andere fietssnelpaden lopen van Frankfurt naar Darmstadt en tussen delen van Berlijn en van München.
Daarnaast is er een plan om Aken via een 30 km lange fietsroute met de Nederlandse plaats Heerlen te verbinden. Deze route staat bekend als de Radschnellweg StädteRegion Aachen.

### Verenigd Koninkrijk

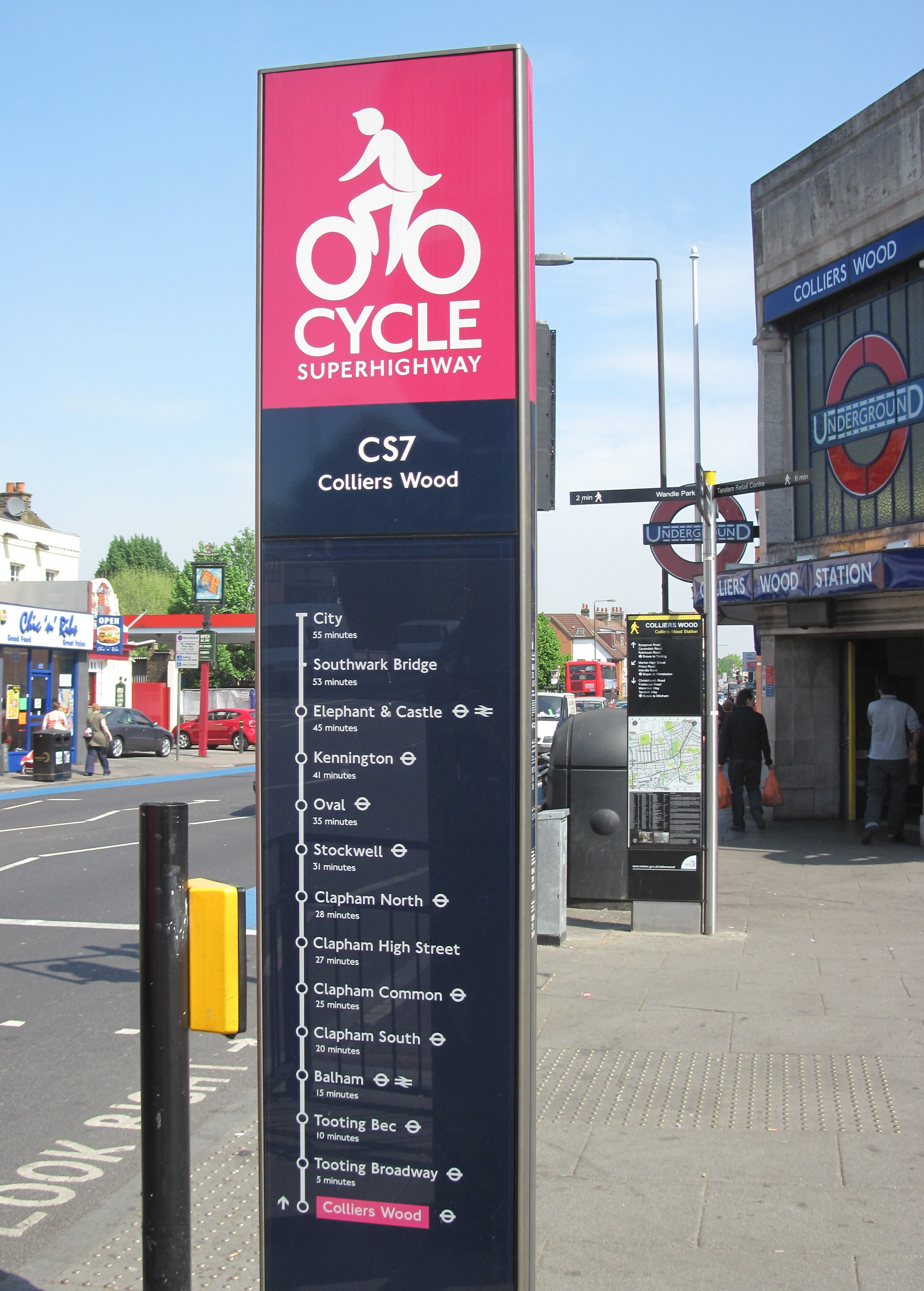
Bord voor Cycle Superhighway 7

In Londen wordt sinds 2008 gewerkt aan de aanleg van een netwerk van fietssnelwegen of Cycle Superhighways zoals ze in het Engels genoemd worden. Er zijn twaalf routes ontworpen, waarvan er medio 2016 zeven zijn aangelegd.